# THE FRONT
『THE FRONT』（ザ・フロント）は男闘呼組の9枚目のシングル。

## 内容
シングル三部作の最終章。成田昭次の当時のスタンスであるからか作曲だけの表題曲は本作で唯一である。
「目で見ちゃだめさ」は、アルバム『5-3…無現実…』にはアルバムバージョンで収録されている為、シングルバージョンはこのシングルのみに収録されている。

## 収録曲
1. THE FRONT
作詞：小竹正人　作曲：成田昭次　編曲：田中厚・男闘呼組
2. 目で見ちゃだめさ
作詞・作曲：高橋一也　編曲：田中厚・男闘呼組

## 参加ミュージシャン
- 前田耕陽 - ボーカル、キーボード
- 成田昭次 - ボーカル、ギター
- 高橋一也 - ボーカル、ベース
- 岡本健一 - ボーカル、ギター
  - 平山牧伸 - ドラム
  - 田中厚 - キーボード

## 販売形態
| 規格 | 発売日       | リリース    | 品番     | 備考                                                                                              |
| ---- | ------------ | ----------- | -------- | ------------------------------------------------------------------------------------------------- |
| CT   | 1992年8月5日 | BMGビクター | BVSR-116 | A面：THE FRONT／目で見ちゃだめさ B面：THE FRONT（Instrumental）／目で見ちゃだめさ（Instrumental） |
| CD   | 1992年8月5日 | BMGビクター | BVDR-116 | 1：THE FRONT 2：目で見ちゃだめさ                                                                  |

## 収録アルバム
- THE FRONT
  - 5-3…無現実…（1992年）
  - HIT COLLECTION（1999年）
- 目で見ちゃだめさ
  - 5-3…無現実…（1992年）（アルバムバージョンにて収録）